# Bloem de Ligny
Bloem de Wilde de Ligny, kortweg Bloem, (Apeldoorn, 7 juli 1978) is een Nederlandse zangeres uit Haarlem die door haar image met Björk werd vergeleken. In september 2012 scoorde ze als zangeres van de Britse band Sam & The Womp een Britse nummer 1-hit met de single Bom Bom.

## Persoonlijk leven
Bloem de Wilde de Ligny is dochter van een half-Indonesische vader en Nederlandse moeder. Het gezin verhuisde maar liefst drieëntwintig keer voordat Bloem in Haarlem terechtkwam. Ze maakte er de middelbare school af en verhuisde naar een kraakwoning. Vanaf 1996 begon ze muziek te maken onder de naam Bloem. Ze studeerde aan de kunstacademie in Rotterdam en aan Central Saint Martin in Londen waar ze is afgestudeerd. Sinds 2003 woont en werkt ze in Londen als muzikante en filmmaakster. In 2020 kwam ze terug naar Amsterdam.

## Carrière
In 1996 speelde ze op Oerol en Lowlands. Twee jaar later bracht ze het album Zink uit. De titel van het album verwijst naar haar eigen fantasie zee. Zink is opgenomen in Townhouse Studios in Londen onder productionele leiding van ex-Boomtown Rats bassist Pete Briquette, en met drums/gitaar/productie bijdragen van Maarten Veldhuis. Het album gaf haar in het live circuit de nodige bekendheid.
In 1999 werd ze genomineerd voor een Edison in de categorie 'Beste zangeres', maar verloor ze van Ilse DeLange. 
In 2005 speelde ze in de band Polichinelle, een duo dat zij vormde met muzikant Bubu. Bloem noemde zich in deze periode Serafina Ouistiti. De track Dans My Poitrine van Polichinelle belandde begin 2006 op de downloadcompilatie 30 Days van het label The Peppermill uit Vancouver met ook bijdragen van Domotic en Venetian Snares.
Een ander project uit die periode was Fono & Serafina, een duo dat zij vormde met de Nederlander Ties van der Linden uit Nijmegen. Het duo maakte één album, Bathtub, dat echter weinig commercieel succes kende.
Rond 2010 is Bloem actief onder de naam Lady Oo. Met dat pseudoniem werd ze zangeres van Sam & The Womp, een band die uit acht musici (onder wie Bubu) bestaat en die veel invloeden gebruikt van Balkan- en ska-muziek. Ondertussen bracht ze ook twee solo-albums in eigen beheer uit, Kaleidophone en Song the ship.
Met Sam & The Womp bouwde Bloem in snel tempo een grote live-reputatie op, onder meer dankzij veel optredens op prestigieuze popfestivals. In het voorjaar van 2012 bracht de groep het liedje Bom Bom uit, dat enige tijd later werd opgepikt door de Britse popzender BBC Radio 1. Eind augustus werd het nummer op single uitgebracht, waarna het nog geen week later in één keer binnenkwam op de eerste plaats van de Britse hitlijst, met een totaalverkoop van meer dan 107.000 exemplaren (downloads) in een week tijd.

## Verwijzingen
1. ↑  Oor.nl bespreking van Bathtub
2. ↑  Een stukje Nederland in Britse band Sam and the Womp
3. ↑  (en) FRET Magazine nummer 5 1997 by FRET Magazine - Issuu. issuu.com (21 augustus 2013). Geraadpleegd op 23 juli 2023.
4. ↑  (en) FRET Magazine nummer 8 1998 by FRET Magazine - Issuu. issuu.com (21 augustus 2013). Geraadpleegd op 23 juli 2023.
5. ↑  Columbia Holland Cultivates The Career Of Ing Nue Bloem De Ligny Geraadpleegd op 29 maart 2023.
6. ↑  Gattoblaster records - Blog archive - Oo is an instrument
7. ↑  BOM BOM BOM

- MusicBrainz: 8db7716f-78a4-4046-adc3-f616ab5fcca5